# Colias montium
Colias montium är en fjärilsart som beskrevs av Charles Oberthür 1886. Colias montium ingår i släktet Colias och familjen vitfjärilar. Inga underarter finns listade i Catalogue of Life.